# Max van Schaik
Max van Schaik (Amsterdam, 28 juni 1991) is een Nederlands professioneel basketballer die op het moment speelt voor Apollo Amsterdam in de DBL.

## Carrière
Van 2008 tot 2009 speelde van Schaik in Spanje bij het juniorenteam van Joventut Badalona. Daarna speelde hij twee jaar in de Spaanse derde divisie bij Prat en daarna Guadalajara. In 2011 kwam Van Schaik terug naar Nederland om voor GasTerra Flames uit Groningen te gaan spelen. Na een seizoen voornamelijk op de bank te hebben gezeten bij de Flames, tekende Van Schaik in 2012 bij de Den Helder Kings. Na dit seizoen werd zijn contract met één jaar verlengd. Echter, vanwege financiële omstandigheden bij de Kings was Van Schaik een van de vele spelers die vertrok bij deze organisatie. In 2014 begon hij bij Apollo Amsterdam. Hier speelde hij vier seizoenen, waarna hij in zomer 2018 lang heeft nagedacht over waar hij zou gaan spelen. Uiteindelijk koos hij voor New Heroes Den Bosch, maar in datzelfde jaar vertrok hij bij Den Bosch. Begin 2019 tekende hij opnieuw bij Apollo.

## Erelijst
- DBL All-Star (2016)

## Statistieken
Dutch Basketball League
| Jaar    | Team       | GS | MPW  | 2P%  | 3P%  | VW%  | RPW | APW | SPW | BPW | PPW  |
| ------- | ---------- | -- | ---- | ---- | ---- | ---- | --- | --- | --- | --- | ---- |
| 2011–12 | Groningen  | 15 | 4.5  | .600 | .222 | .667 | 1.0 | 0.0 | 0.3 | 0.3 | 1.3  |
| 2012–13 | Den Helder | 28 | 13.9 | .390 | .296 | .550 | 2.3 | 0.5 | 0.4 | 0.1 | 3.9  |
| 2013–14 | Den Helder | 43 | 13.2 | .603 | .246 | .689 | 2.3 | 0.6 | 0.4 | 0.1 | 3.7  |
| 2014–15 | Amsterdam  | 28 | 24.5 | .500 | .284 | .672 | 5.8 | 0.5 | 1.1 | 0.8 | 9.2  |
| 2015–16 | Amsterdam  | 22 | 31.9 | .570 | .250 | .757 | 8.5 | 1.5 | 1.2 | 1.0 | 12.8 |
| 2016–17 | Amsterdam  | 21 | 25.7 | .637 | .233 | .551 | 7.2 | 0.6 | 0.7 | 0.7 | 9.8  |
| 2017–18 | Amsterdam  | 30 | 29.4 | .543 | .244 | .676 | 7.3 | 0.6 | 0.6 | 0.7 | 11.6 |
| 2018–19 | Den Bosch  | 4  | 14.3 | .750 | .111 | .000 | 2.8 | 0.8 | 0.5 | 0.3 | 3.8  |
| 2018–19 | Amsterdam  | 5  | 24.6 | .552 | .211 | .417 | 3.8 | 0.8 | 0.4 | 0.2 | 9.8  |